# Balchão

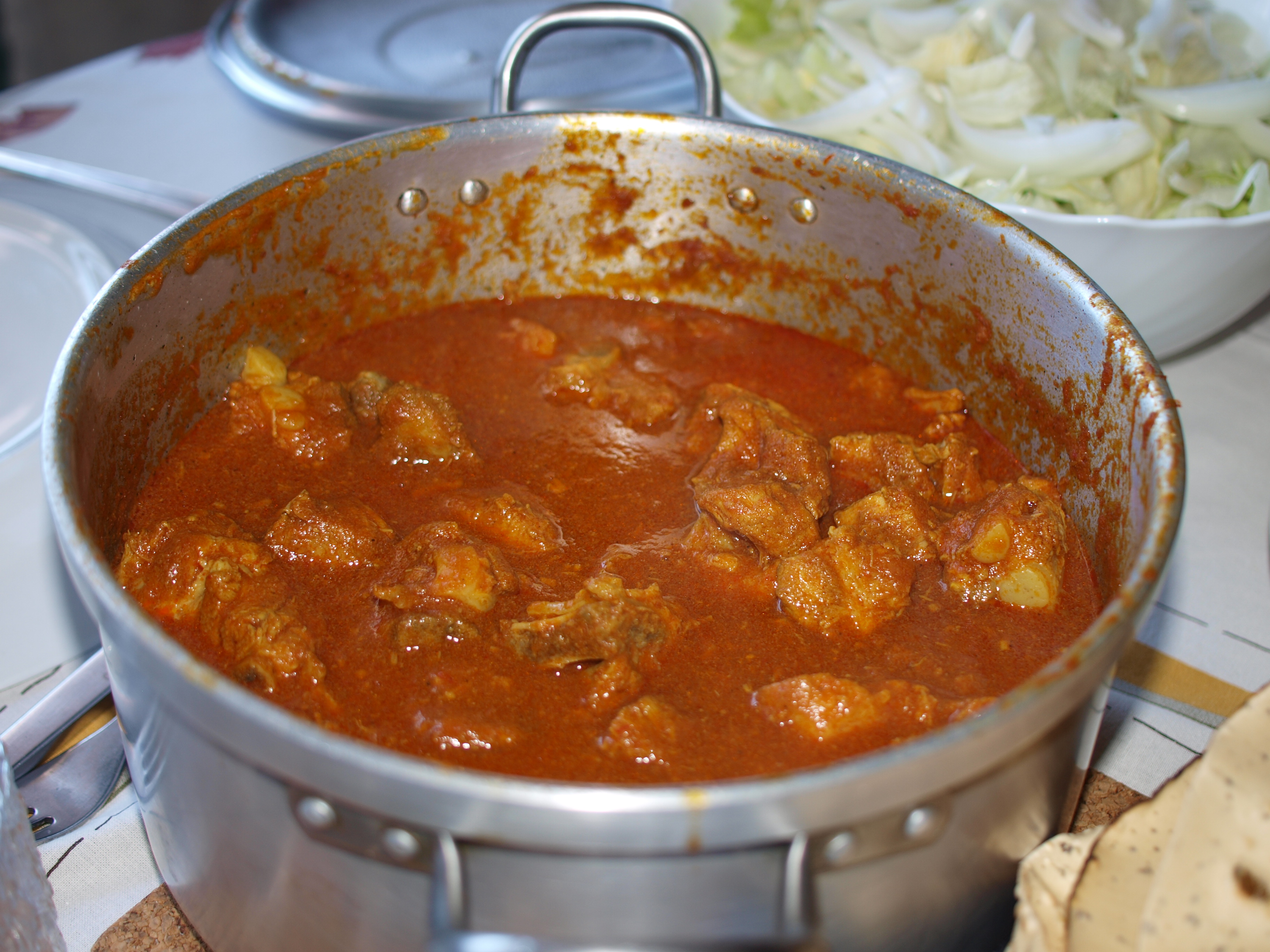
Balchão de porc.

Le balchão est un plat épicé de fruits de mer ou de viande présent dans la cuisine de Goa. Balchão désigne une méthode de cuisson, faite avec des poissons (de peixe), de crevettes (de camarão), ou de porc (de porco), dans une sauce tomate pimentée. Le balchão traditionnel utilise une pâte de crevettes séchées appelée galmbo en konkani.

## Histoire
Le balchão a été introduit en Inde par les Portugais catholiques lors de la colonisation. Il était originaire de Macao (aussi une fois une colonie portugaise), où il est appelé balichão.

## Préparation
Les familles catholiques utilisent le plus souvent du vinaigre de noix de coco pour son acidité, tandis que les Hindous utilisent du vinaigre de canne pour le rendre plus doux. Il est maintenant courant d'utiliser du vinaigre blanc ou du vinaigre de malt.